# Оклі
Оклі (до 2000 року — Клинове) — село в Пийтерфолвівській сільській громаді Берегівського району Закарпатської області України.
Колишня назва — Аклин.

## Історія
Про курган Голом перекази говорять, що тут були аварські поховання.
Раніше село Оклі називалося Клинове, а ще — Аклин. Назва села появляється в історичних документах лише в 1323 році, приблизно одне століття є власністю сім'ї Оклі, після їх вимирання успадковується по дівочій лінії, а також новими власниками, які володіли ним різні терміни. Це Перені, Маті, Долнокі, Сейкей, Одонфі, і в кінці стає власністю сім'ї Дюлої.
Невелике поселення, яке було затиснуте між нялабськими і холмеувськими помістями, не потрапляло під тривалий вплив жодного з них. Самоізоляція села проривається в бік північно-східного напряму і пізніше заселеного села Дюла. Ця особливість пояснюється тим, що в середині XIV століття утворення сусіднього села Дюли здійснювалося на частині землі, відібраної від Оклі.
Є ще одна версія походження назви села Оклі. Зокрема, від угорського слова «окол» з додаванням закінчення — «і». В перекладі на українську мову, це слово означає загорода, обора, кошара, хлів. Згідно з народними переказами, на місці сучасного села була величезна кошара з великою кількістю свиней. Імовірно, звідси і пішла назва села. В часи Австро-Угорської імперії Оклі стало відомим на всю Угорщину завдяки сатиричному роману Калмана Міксата «Оклі Мікловш».
Під час турецької навали 1717 року жителі села сховалися в горах та уникли розправи і полону, але їхнім будинкам була нанесена велика шкода. Як відзначає угорський історик Іштван Сабо, доля кріпаків в Оклі була трохи легшою, ніж в навколишніх селах. Вони відробляли на пана лише 3 дні на тиждень, крім обов'язкової дев'ятини й інших повинностей. А їх було безліч. Сабо наводить деякі з них: на Різдво, Великдень, Трійцю обов'язкова курка для землевласника, збір жолудів, грибів, виготовлення мішків, жінки повинні були здати прядиво, за збір жолудів своїм свиням доводилося здавати десятину.
Згідно з переписом 1921 року, до села належало 1244 га землі, у ньому було 76 будинків, проживало 443 мешканці, з яких 219 чоловіків і 224 жінки. За національністю 7 чехословаків, 18 русинів, 359 угорців, 15 євреїв і 44 інші. За віросповіданням 47 римо-католиків, 115 греко-католиків, 261 протестант, 18 юдеїв.
На той час у селі було 2 хутори: Оклінський, Оклінська гора (Оклі Гедь), в останньому було 25 будинків та почав виокремлюватися в самостійне село. Тут склалася цікава ситуація, бо Оклі був повернутий, згідно додаткових перемовин між Чехословакією і Румунією, лише 4 травня 1921 року, а перепис відбувався 15 лютого 1921 року. Довелося змоделювати необхідні дані станом на цей час, щоб отримати достовірні показники. Під час врегулювання прикордонних питань частина земельних угідь, що раніше належала Оклі, була передана Румунії. Також відбулися зміни адміністративних меж між селами Оклі і Дюла в 1925 році.
В чехословацькі часи в селі діяла реформатська угорська школа. 
Під час Другої світової війни дев'ять чоловік із села загинули на фронтах. 
Восени 1944 року совіти із села в табори забрали 27 чоловіків: Депортація угорців та німців Закарпаття 1944-45 років - 19 із них загинули.

## Легендарний замок Кавас
Поблизу сіл Оклі (колишня назва Аклин) та Оклі Гедь Виноградівського району Закарпатської області був замок на острівку посеред болота. Існування замку — гіпотеза. На острівку також міг бути храм, монастир. В місці розміщення гіпотетичного укріплення проходить кордон з Румунією, також неподалік — кордон з Угорщиною, так що важко сказати, на території якої держави зараз знаходяться руїни, які були позначені на австрійській карті другої половини XVIII століття. Хоча, швидше за все, об'єкт знаходиться на території Румунії, хоча кордон зовсім недалеко. Очевидно, болото було осушене, острів — розораний. Зараз на території, де були руїни, знаходяться городи. В угорській Вікіпедії зазначається, що неподалік села Оклі є замок Кавас. Згідно з угорською Вікіпедією, цей замок знаходиться на території Румінії, хоча, можливо, автори цієї статті помиляються, і замок знаходиться на території України.
На карті, яка була створена з 1819 по 1869 рік в районі замку немає ніяких позначень, швидше за все, у цей час об'єкта вже не існувало.

## Релігія
Храм побудували в XV столітті в готичному стилі для католиків. Але в XVI столітті вона перейшла до реформатів. Церква без вежі на 250 місць для стояння. В 1803 році згоріла, у наступному її відбудували. В 1987 році зробили зовнішній капітальний ремонт. Дзвіницю капітально відновили ще в 1977 році. Метричні книги ведуться з 1853 року. Частина престольного посуду з 1712 року. Старий дзвін тріснув, новий у радянські часи купили у Воронежі (Росія).
На початку XX століття реформатські громади Оклі і Неветленфолу об'єдналися в спільну церковну громаду, яка утримує священика. Існують докази того, що в селі були вірники православної конфесії. Так, в «Православному карпаторуському віснику» православної Мукачівсько-Пряшівська єпархія в № 3-4 за вересень 1936 року на с.19 в переліку церков згадується настоятель храму в Аклині — ієромонах Сергій Сойка. Нещодавно на виставці пасхальних ритуальних атрибутів були виставлені вишиті рушники з хрестами та написами угорською мовою «Христос Воскрес». Старожили села згадують, що їхні батьки святили паску.

## Населення
Згідно з переписом УРСР 1989 року чисельність наявного населення села становила 359 осіб, з яких 176 чоловіків та 183 жінки.
За переписом населення України 2001 року в селі мешкали 364 особи.

### Мова
Розподіл населення за рідною мовою за даними перепису 2001 року:
| Мова       | Відсоток |
| ---------- | -------- |
| угорська   | 96,72 %  |
| українська | 2,46 %   |
| болгарська | 0,27 %   |
| інші       | 0,55 %   |

## Туристичні місця
- Менш, як у трьох кілометрах на північний схід від села Оклі є пагорб, який називають Голомдомб. Угорська Вікіпедія повідомляє, що це аварська могила (приблизно VI століття нашої ери). У коментарях до угорської Вікімапії написано, що тут, згідно з легендою, є місце, де багато людей були убиті одночасно, так що тут, можливо, є місце битви, а аварська могила може бути колективним похованням воїнів (чи могилою воєначальника, а воїни поховані поряд).
- замок Кавас
- Храм XV ст в готичному стилі